# Antonio Ortega Martínez
Antonio Ortega Martínez (Aguascalientes, Aguascalientes; 28 de julio de 1954) es un político mexicano miembro del Partido de la Revolución Democrática, que en dos ocasiones ha sido diputado federal.
Es ingeniero industrial mecánico, ha sido miembro del Partido Socialista de los Trabajadores, del Partido Mexicano Socialista y del Partido de la Revolución Democrática, de los tres ha sido miembro de sus dirigencias nacionales. Ha sido electo diputado federal por representación proporcional a la LII Legislatura de 1982 a 1985 y a la LX Legislatura de 2006 a 2009, en esta última es presidente de la Comisión de Vigilancia de la Auditoría Superior de la Federación y miembro de la de Recursos Hidráulicos y de 1992 a 1995 fue Diputado al Congreso de Aguascalientes y es además miembro del patronato del Instituto Tecnológico de Aguascalientes.
Es hermano de otro miembro del PRD, Jesús Ortega.
En el año 2006 fue elegido diputado federal a la LX Legislatura, donde fue presidente de la Comisión de Vigilancia de la Auditoría Superior de la Federación.